# 이정훈 (1986년)
이정훈(1986년 7월 21일 ~ )은 대한민국의 가수이자 배우로, 주로 인도네시아에서 활동한다.

## 음반 목록

### 정규 앨범
- Kembali (2015)